# Gruppo Khorasan
Il Gruppo Khorasan è un gruppo islamista, probabilmente membro di al-Qāʿida, che si è spostato operativamente in Siria.

## Origine del termine
Khorasan è un termine storico che indica la regione dell'attuale Afghanistan, Tagikistan, Uzbekistan, Turkmenistan e Pakistan (il cosiddetto Grande Khorasan).

## Dichiarazioni degli USA sul gruppo
Si ha motivo di credere che il gruppo sia diretto da Muḥassin al-Faḍilī, che avrebbe derivato il suo nome di battaglia di al-Khorasani per il fatto di dirigere il gruppo, ma non è sicuro che al-Faḍilī non sia morto in virtù di attacco aereo statunitense nel corso dell'intervento militare contro lo Stato Islamico il 23 settembre 2014.
Non è sicuro che Khorasan sia una branca di al-Qāʿida in Siria (Fronte al-Nusra) oppure se sia un'entità separata. I suoi membri sono gihadisti provenienti da vari Paesi.
Il 18 settembre 2014, il direttore della United States Intelligence Community (Intelligence nazionale) James R. Clapper ha dichiarato che «in termini di pericolosità per il nostro Paese, il gruppo Khorasan potrebbe esprimere la medesima pericolosità dello Stato Islamico». Il gruppo Khorasan fa parte degli obiettivi dell'intervento militare contro Daesh fin dal settembre 2014.

## Critiche alla campagna statunitense

### Dubbi sulla reale esistenza del gruppo
Il giornalista Glenn Greenwald, particolarmente critico della politica estera statunitense, ha accusato il governo di Washington di aver inventato l'esistenza del gruppo Khorasan unicamente al fine di convincere l'opinione pubblica statunitense, sempre più marcatamente isolazionista, della necessità d'intervenire in Iraq e soprattutto in Siria: il gruppo Khorasan è accreditato di una strategia di attacco dei Paesi occidentali sul loro territorio, mentre Daesh costituisce una credibile minaccia solo per gli Stati confinanti con l'area in cui esso è presente.
Gli stessi ribelli hanno dal canto loro accusato gli USA di aver inventato Khorasan come pretesto per aggredire il Fronte al-Nusra.
Il 27 maggio 2015, in un'intervista ad Al Jazeera, Abu Muhammad al-Jawlani, capo del Fronte al-Nuṣra, ha smentito l'esistenza di Khorasan e ha affermato che Ayman al-Zawahiri ha impartito ordini per non lanciare attacchi contro l'Occidente dalla Siria.

### Opportunità dell'attacco
Anche ammettendo che il gruppo esista per davvero, gli analisti politici divergono circa la necessità di bombardamenti della Coalizione. In effetti Khorasan è troppo legato al Fronte al-Nuṣra per bombardare l'uno senza bombardare necessariamente anche l'altro, senza trascurare il fatto che, dopo aver a lungo tergiversato, al-Nuṣra s'è alleato ai ribelli siriani sostenuti dagli USA, contrari sia al governo siriano sia a Daesh.

Abū Khalīl, un gihadista del gruppo Khorasan, ha affermato in una conversazione confermata da Libération, che il suo movimento non progettava alcun attacco all'estero: 
 Malgrado la perdita di una decina di uomini, tra cui Abū Yūsuf al-Turkī, considerato come uno dei migliori cecchini al mondo, Abū Khalīl afferma che il gruppo Khorasan non è stato distrutto: 